# 히카슈
히카슈(ヒカシュー, HIKASHU)는 일본의 밴드이다. 

## 요약
1977년, 巻上公一가 제작한 연극에서 음악을 담당한 井上誠と山下康가 결성했다. 여기에 밴드 르 인치ル・インチ가 합류하여 78년경부터 5인 편성이 되었다.   
점차 뉴 웨이브 · 록과 테크노 팝 밴드로 간주되었지만 초기부터 극음악이나 즉흥연주, 민속음악 등을 도입해왔다. 이후 재즈, 클래식, 일본 아악까지 도입하는 등 다양한 실험을 하고있다.
밴드 이름은 山下康가 타케미츠 토오루의 작품 비가(悲歌, Hika)에서 따왔다. 공식적으로는 대충 얼버무리고 있다.
리듬 박스, 멜로트론, 신시사이저 등의 전자 악기를 많이 사용하여 P-MODEL, 플라스틱プラスチック과 함께 테크노의 기수로 꼽혔지만 3집 이후로는 점차 테크노에서 멀어져갔다.
존 존, 데이비드 번, 엔도 켄지, 오쓰키 겐지, 우메즈 카즈토키, 오토모 요시히데, 우치하시 카즈히사 등 다양한 음악가들과 교류가 있다.

## 같이 보기
- 크라프트베르크
- POLYSICS